# لرهای فیلی
لرهای فیلی مجموعه ای از اقوام لر هستند که عمدتاً در استان لرستان در ایران زندگی می‌کنند. لرهای فیلی به گویش‌هایی از زبان لری سخن می‌گویند. مهم‌ترین گویشی که لرهای فیلی به آن سخن می‌گویند لری خرم‌آبادی و لَکی یا همان لری فیلی است. لری فیلی شامل زبان لَکی و مینجایی (لری خرم‌آبادی) یکی از گویش‌های لری شمالی است.
همه طوایف لرستان در طول دو قرنی که تمام قلمرو لرستان تحت فرمانروایی والیان موروثی بود که از نوادگان حسین خان سولویزی که توسط شاه عباس اول (۱۵۸۸–۱۶۲۹ میلادی) در سال ۱۵۹۳ میلادی والی منطقه شده بود، به پهلو یا معرب شده آن «فیلی» معروف بودند.
در قدیمی‌ترین اسناد که مربوط به اواخر دوره صفویه می‌باشد در بخش مردم لر از فیلی‌ها نیز یاد کرده‌اند. فریا استارک در سفر خود به بغداد از فیلی‌ها با نام لرهای پشتکوه به عنوان زیباترین سکنه بغداد یاد کرده است لرد کرزن در توضیح مردم لر از فیلی‌ها یاد می‌کند و می‌گوید: طوایف عمده ای از جمله فیلی، بختیاری، ممسنی، کهگیلویه همگی تحت عنوان کلی لر در می‌آیند که برخی از تیره‌های آن این نام و عنوان را رها کرده‌اند. آستن هنری لایارد (۱۸۷۷ میلادی)، لرهای فیلی را بزرگ‌ترین و قدرتمندترین گروه لرها ذکر کرده که در کوه‌های شمالی دزفول مستقر هستند.
ایزابلا بیشوپ که در سال ۱۸۹۰ به منطقهٔ کردستان و لرستان سفر کرده است، در سفرنامهٔ خود می‌گوید که گویش لرهای فیلی (لر کوچک) «کمی با کردهای کرمانشاه مغایرت دارد».
هوگو گروته جغرافی‌دان و قوم‌شناس آلمانی، بیش از یک سده پیش طی سفری که به ایران داشت مشاهدات خود را به رشته تحریر درآورد. ایشان در نوشته‌های خود چند بار از اصطلاح لر فیلی استفاده کرده که چند مورد آن در زیر آورده شده است:
ژنرال کنسول ایران در بغداد نخست به من قول داده بود برایم توصیه‌نامه‌هایی به مأمورین مرزی خواهد نوشت و یکی از کارمندان کنسولگری را هم که با یکی از طوایف لر فیلی خویشاوندی دارد، در اختیارم خواهد گذاشت (سفرنامه گروته، ص۲۱). همسایه غربی لر بزرگ، لر کوچک (فیلی) است که من مشغول سیاحت از سرزمینشان، پشتکوه هستم (همان، ص۴۰). از آنجا که حسین‌خان [والی] که در سال ۱۶۰۰ میلادی توسط شاه‌عباس به قدرت رسید از طایفهٔ فِیلی بود، از آن تاریخ به بعد همهٔ ایلات تابعش را فیلی می‌گویند (همان، ص ۴۱)